# Bertil Lindblad
Bertil Lindblad, švedski astronom, * 26. november 1895, Örebro, Švedska, † 25. junij 1965, Saltsjöbaden, Švedska.

## Življenje in delo
Lindblad je diplomiral na Univerzi v Uppsali. Bil je predstojnik Observatorija v Stockholmu od leta 1927 do 1965. Lindblad je vodstvo observatorija nasledil od Karla Bohlina, ki se je upokojil. Observatorij, tedaj še pod okriljem Kraljeve akademije znanosti, je švedski kralj leta 1931 uradno slovesno odprl in so ga prestavili izven mesta v Saltsjöbaden.
Ukvarjal se je z gibanjem Osončja glede na središče krajevne Galaksije. Določil je obhodni čas Sončevega tira. Potrdil je Shapleyjevo oceno smeri in približne razdalje do središča krajevne Galaksije. Leta 1925 je skupaj z Oortom dokazal neenako vrtenje Rimske ceste. Po njegovih ocenah je celotna masa krajevne Galaksije 110.000 oziroma 180.000 milijonkrat večja od Sončeve.
Najpomembnejše je njegovo delo o zgradbi in dinamiki zvezdnih sestavov in fotometrična opazovanja spiralnih galaksij. Izdelal je spektroskopsko metodo za ločevanje orjakinj od zvezd iz glavnega niza.
Vrste resonanc v vrtenju zvezdnih ali plinskih diskov se imenujejo po njem, Lindbladove resonance.
Leta 1938 je imel nagovor ob podelitvi Nobelove nagrade za književnost ameriški pisateljici Pearl Buckovi.
Med letoma 1948 in 1952 je bil predsednik Mednarodne astronomske zveze (IAU). Leta 1965 je bil izvoljen za predsednika izvršnega odbora Nobelovega sklada, a je to delo opravljal samo nekaj mesecev preden je zbolel in istega leta umrl.
Tudi njegov sin Per-Olof je postal astronom.

## Priznanja

### Nagrade
Leta 1948 mu je Kraljeva astronomska družba (RAS) podelila zlato medaljo, leta 1954 pa je prejel medaljo Bruceove.

### Poimenovanja
Po njem se imenuje asteroid glavnega asteroidnega pasu 1448 Lindbladia, ki ga je leta 1938 odkril Väisälä, ter udarni krater Lindblad na oddaljeni strani Lune.